# Lacconectus stastnyi
Lacconectus stastnyi là một loài bọ cánh cứng trong họ Bọ nước. Loài này được Brancucci & Hendrich miêu tả khoa học năm 2005.